# El Heddaf
El Heddaf (àrab: الهدّاف, Al-haddāf, literalment ‘El golejador’) és un diari nacional algerià dedicat al futbol.

## Perfil
El Haddaf té una edició en francès anomenada Le Buteur. El diari organitza diversos esdeveniments i activitats sobre esports al país.
La versió en línia del document va ser el quart lloc web més visitat durant l'any 2010 a la regió MENA.

## Futbolista àrab de l'any
- 2007: Mohamed Aboutrika
- 2008: Mohamed Aboutrika
- 2009: Madjid Bougherra
- 2010: Mohamed Zidan
- 2011: Adel Taarabt
- 2012: Mohamed Aboutrika
- 2013: Mohamed Salah[4]
- 2014: Yacine Brahimi[5]
- 2015: Mehdi Benatia
- 2016: Riyad Mahrez[6]
- 2017: Mohamed Salah
- 2018: Mohamed Salah